# Lista de membros da Starship
Starship é uma banda americana de hard rock de São Francisco, Califórnia. Formada como sucessora do Jefferson Starship, o grupo originalmente contava com os vocalistas Mickey Thomas e Grace Slick, o guitarrista Craig Chaquico, o baixista Pete Sears, o baterista Donny Baldwin e o tecladista David Freiberg — todos foram membros do Jefferson Starship até outubro de 1984, quando o guitarrista base e vocalista Paul Kantner (que havia saído em junho) processou a banda pelo uso do nome, forçando-os a começar a operar simplesmente como Starship. Freiberg saiu logo após a formação do grupo, no entanto, devido ao domínio dos teclados no som da banda. Sears saiu logo nas sessões do segundo álbum do grupo, No Protection, citando uma oposição à evolução contínua da banda no que ele descreveu como um estilo musical "vazio, esterilizado e escapista".
Slick também deixou a Starship no início de 1988, deixando Thomas como o único vocalista principal da banda. O baixista Brett Bloomfield e o tecladista Mark Morgan foram adicionados à formação do grupo a tempo para a gravação de Love Among the Cannibals,  tendo ambos se apresentado como membros em turnê desde o ano anterior. Baldwin foi o próximo a sair, após ferir gravemente Thomas em uma briga de bar antes de um show em 24 de setembro de 1989; a briga inicialmente não foi revelada como envolvendo o baterista, mas algumas semanas após o incidente ele foi demitido do grupo. Assim que o vocalista se recuperou, a turnê foi retomada no início de 1990 com Kenny Stavropoulos na bateria. Após a conclusão da turnê no verão de 1990, Chaquico, Bloomfield, Morgan e Stavropoulos deixaram a banda. Thomas adicionou o produtor Peter Wolf nos teclados e continuou a gravar utilizando músicos de estúdio. Após o lançamento da compilação de maiores sucessos Greatest Hits (Ten Years and Change 1979–1991) na primavera de 1991, a banda foi dispensada pela RCA. A Starship ficou inativa nesta época.
No início de 1992, Thomas reformou a banda sob o nome de "Mickey Thomas' Starship" (mais tarde "Starship featuring Mickey Thomas"), com uma formação que também incluía o guitarrista Jeff Tamelier, o baixista Bobby Vega, o baterista T. Moran, o tecladista John Lee Sanders, o saxofonista Bill Slais , o trompetista Max Haskett e a ex-vocalista de turnê Melisa Kary. No ano seguinte, Vega foi substituído pelo retorno de Bloomfield. Em 1995, Darrell Verdusco substituiu Moran na bateria. Sanders, Slais e Haskett também saíram em 1995, com Phil Bennett assumindo os teclados. Tamelier foi substituído por Erik Torjesen em 1996, que se apresentou com o grupo até 2000, quando foi diagnosticado com câncer (ele morreu em março seguinte). John Garnache substituiu Bloomfield no baixo em 1997. Torjesen foi substituído por Mark Abrahamian em 2000, enquanto Jeff Adams substituiu Garnache no mesmo ano. Stephanie Calvert se juntou em 2006. Abrahamian morreu em 2 de setembro de 2012, após sofrer um ataque cardíaco após um show. Ele foi substituído no mês seguinte pelo guitarrista do Winger, John Roth. Em setembro de 2021, o vocalista Cian Coey substituiu Calvert. Em novembro de 2024, Chelsee Foster substituiu Coey nos vocais.

## Membros

### Atual
| Imagem               | Nome             | Anos ativos             | Instrumentos                                     | Contribuições de liberação                                                      |
| -------------------- | ---------------- | ----------------------- | ------------------------------------------------ | ------------------------------------------------------------------------------- |
| MickeyThomas1977.jpg | Mickey Thomas    | 1984–1991 1992–presente | Vocais principais e backing vocals guitarra base | todos os lançamentos da Starship                                                |
|                      | Darrell Verdusco | 1995–presente           | bateria backing vocals                           | Live at the Stanley Cup (1997) Greatest Hits (2003) Loveless Fascination (2013) |
|                      | Phil Bennett     | 1995–presente           | teclados backing vocals                          | Live at the Stanley Cup (1997) Greatest Hits (2003) Loveless Fascination (2013) |
| Starship.jpg         | Jeff Adams       | 2000–presente           | baixo backing vocals                             | Greatest Hits (2003) Loveless Fascination (2013)                                |
| John Roth.jpg        | John Roth        | 2012–presente           | guitarra base backing vocals                     | Loveless Fascination (2013)                                                     |
|                      | Chelsee Foster   | 2024-presente           | vocais principais e de apoio                     | nenhum                                                                          |

### Antigo
| Imagem                                               | Nome                   | Anos ativos                           | Instrumentos                              | Contribuições de liberação                                                          |
| ---------------------------------------------------- | ---------------------- | ------------------------------------- | ----------------------------------------- | ----------------------------------------------------------------------------------- |
| Craig-Chaquico-KR-2016.jpg                           | Craig Chaquico         | 1984–1990                             | guitarra solo                             | Knee Deep in the Hoopla (1985) No Protection (1987) Love Among the Cannibals (1989) |
| DrummerJefferson.jpg                                 | Donny Baldwin          | 1984–1989                             | bateria bateria eletrónica backing vocals | Knee Deep in the Hoopla (1985) No Protection (1987) Love Among the Cannibals (1989) |
| Grace_Slick_ca._1967.jpg                             | Grace Slick            | 1984–1988                             | vocais principais e de apoio              | Knee Deep in the Hoopla (1985) No Protection (1987)                                 |
| 1976_Jefferson_Starship.JPG                          | Pete Sears             | 1984–1987                             | baixo backing vocals sintetizadores       | Knee Deep in the Hoopla (1985)                                                      |
| David_Freiberg_1976.jpg                              | David Freiberg         | 1984–1985                             | teclados backing vocals                   | nenhum                                                                              |
|                                                      | Brett Bloomfield       | 1987–1990 1993–1997                   | baixo backing vocals                      | Love Among the Cannibals (1989) Live at the Stanley Cup (1997)                      |
|                                                      | Mark Morgan            | 1987–1990                             | teclados                                  | Love Among the Cannibals (1989)                                                     |
|                                                      | Melisa Kary            | 1989–1990 (apenas em turnê) 1992–2000 | vocais principais e de apoio              | Live at the Stanley Cup (1997)                                                      |
|                                                      | Christina Marie Saxton | 1989–1990 (apenas em turnê) 1996–2006 | vocais principais e de apoio              | Live at the Stanley Cup (1997)                                                      |
|                                                      | Kenny Stavropoulos     | 1990                                  | bateria backing vocals                    | nenhum                                                                              |
| Ray_Reach_Chuck_Leavell_Peter_Wolf_at_2008_BAMAs.jpg | Peter Wolf             | 1990–1991                             | teclados eletrónica                       | "Good Heart" (1991)                                                                 |
|                                                      | Jeff Tamelier          | 1992–1996                             | guitarra base backing vocals              | nenhum                                                                              |
|                                                      | T. Moran               | 1992–1995                             | bateria                                   | nenhum                                                                              |
|                                                      | John Lee Sanders       | 1992–1995                             | teclados saxofone                         | nenhum                                                                              |
|                                                      | Bill Slais             | 1992–1995                             | saxofone teclados                         | nenhum                                                                              |
|                                                      | Max Haskett            | 1992–1995                             | Trompete                                  | nenhum                                                                              |
|                                                      | Bobby Vega             | 1992–1993                             | baixo                                     | nenhum                                                                              |
|                                                      | Erik Torjesen          | 1996–2000                             | guitarra solo                             | Live at the Stanley Cup (1997)                                                      |
|                                                      | John Garnache          | 1997–2000                             | baixo                                     | nenhum                                                                              |
| Starship2010.jpg                                     | Mark Abrahamian        | 2000–2012 (sua morte)                 | guitarra solo                             | Greatest Hits (2003)                                                                |
| Starship2010.jpg                                     | Stephanie Calvert      | 2006–2021                             | vocais principais e backing vocals        | Loveless Fascination (2013)                                                         |
|                                                      | Cian Coey              | 2021-2024                             | vocais principais e backing vocals        | nenhum                                                                              |

## Lineups
| Período                                          | Membros | Lançamentos                       |
| ------------------------------------------------ | --- | --------------------------------- |
| Junho de 1984 – início de 1985                   | - Mickey Thomas – vocal principal - Grace Slick – vocal principal - Craig Chaquico – guitarra - Pete Sears – baixo, sintetizadores - David Freiberg – teclados, baixo, vocais - Donny Baldwin – bateria, backing vocals Pessoal de turnê - Gabriel Katona – teclados, saxofone (turnês de 1984–1986)                                                             | nenhum                            |
| Início de 1985 – maio de 1987                    | - Mickey Thomas – vocal principal - Grace Slick – vocal principal - Craig Chaquico – guitarra - Pete Sears – baixo, sintetizadores - Donny Baldwin – bateria, backing vocals Pessoal de turnê - Gabriel Katona – teclados, saxofone (turnês de 1984–1986) | - Knee Deep in the Hoopla (1985)  |
| Maio de 1987 – fevereiro de 1988                 | - Mickey Thomas – vocal principal - Grace Slick – vocal principal - Craig Chaquico – guitarra - Donny Baldwin – bateria, backing vocals Pessoal de turnê - Brett Bloomfield – baixo - Mark Morgan – teclados, sintetizadores | - No Protection (1987)            |
| Fevereiro de 1988 – Outubro de 1989              | - Mickey Thomas – vocal principal - Craig Chaquico – guitarra - Brett Bloomfield – baixo, backing vocals - Mark Morgan – teclados, sintetizadores - Donny Baldwin – bateria, backing vocals Pessoal de turnê - Melisa Kary – vocais (1989) - Christina Marie Saxton – vocais (1989)                                                                              | - Love Among the Cannibals (1989) |
| Outubro de 1989 – verão de 1990                  | - Mickey Thomas – vocal principal - Craig Chaquico – guitarra - Brett Bloomfield – baixo, backing vocals - Mark Morgan – teclados, sintetizadores - Kenny Stavropoulos – bateria Pessoal de turnê - Melisa Kary – vocais - Christina Marie Saxton – vocais | nenhum                            |
| Verão de 1990 – primavera de 1991                | - Mickey Thomas – vocais - Peter Wolf – teclados, eletrônicos Studio musicians - Martin Page – background vocals (1991 – Faixa: "Good Heart") - Peter Maunu – guitarra (1991 – Faixa: "Good Heart") | - "Good Heart" (1991)             |
| Banda inativa primavera de 1991 – início de 1992 | |                                   |
| Início de 1992 – verão de 1993                   | - Mickey Thomas – vocal principal, guitarra base - Melisa Kary – vocal principal - Jeff Tamelier – guitarra solo, backing vocals - Bobby Vega – baixo, backing vocals - John Lee Sanders – teclados, saxofone - T. Moran – bateria - Bill Slais – saxofone, teclados - Max Haskett – trompete                                                                    | nenhum                            |
| Verão de 1993 – 1995                             | - Mickey Thomas – vocal principal, guitarra base - Melisa Kary – vocal principal - Jeff Tamelier – guitarra solo, backing vocals - Brett Bloomfield – baixo, backing vocals - John Lee Sanders – teclados, saxofone - T. Moran – bateria - Bill Slais – saxofone, teclados                                                                                       | nenhum                            |
| 1995–1996                                        | - Mickey Thomas – vocal principal, guitarra base - Melisa Kary – vocal principal - Jeff Tamelier – guitarra solo, backing vocals - Brett Bloomfield – baixo, backing vocals - Phil Bennett – teclados, backing vocals - Darrell Verdusco – bateria, backing vocals                                                                                               | nenhum                            |
| 1996–1997                                        | - Mickey Thomas – vocal principal, guitarra base - Melisa Kary – vocal principal - Christina Marie Saxton – vocal principal - Erik Torjesen – guitarra solo - Brett Bloomfield – baixo, backing vocals - Phil Bennett – teclados, backing vocals - Darrell Verdusco – bateria, backing vocals                                                                    | - Live at the Stanley Cup (1997)  |
| 1997–2000                                        | - Mickey Thomas – vocal principal, guitarra base - Melisa Kary – vocal principal - Christina Marie Saxton – vocal principal - Erik Torjesen – guitarra solo - John Garnache – baixo - Phil Bennett – teclados, backing vocals - Darrell Verdusco – bateria, backing vocals                                                                                       | nenhum                            |
| 2000–2006                                        | - Mickey Thomas – vocal principal, guitarra base - Christina Marie Saxton – vocal principal - Mark Abrahamian – guitarra solo - Jeff Adams – baixo, backing vocals - Phil Bennett – teclados, backing vocals - Darrell Verdusco – bateria, backing vocals | - Greatest Hits (2003)            |
| 2006 – Setembro de 2012                          | - Mickey Thomas – vocal principal, guitarra base - Stephanie Calvert – vocal principal - Mark Abrahamian – guitarra solo - Jeff Adams – baixo, backing vocals - Phil Bennett – teclados, backing vocals - Darrell Verdusco – bateria, backing vocals | nenhum                            |
| Outubro de 2012 – Setembro de 2021               | - Mickey Thomas – vocal principal, guitarra base - Stephanie Calvert – vocal principal - John Roth – guitarra solo, backing vocals - Jeff Adams – baixo, backing vocals - Phil Bennett – teclados, backing vocals - Darrell Verdusco – bateria, backing vocals Pessoal de turnê - Cian Coey – vocal principal (substituto de Calvert em agosto-setembro de 2021) | - Loveless Fascination (2013)     |
| Setembro de 2021 – novembro de 2024              | - Mickey Thomas – vocal principal, guitarra base - Cian Coey – vocal principal - John Roth – guitarra solo, backing vocals - Jeff Adams – baixo, backing vocals - Phil Bennett – teclados, backing vocals - Darrell Verdusco – bateria, backing vocals | nenhum                            |
| Novembro de 2024 – presente                      | - Mickey Thomas – vocal principal, guitarra base - Chelsee Foster – vocal principal - John Roth – guitarra base, backing vocals - Jeff Adams – baixo, backing vocals - Phil Bennett – teclados, backing vocals - Darrell Verdusco – bateria, backing vocals | nenhum                            |